# Cogia aventinus
Cogia aventinus is een vlinder uit de familie van de dikkopjes (Hesperiidae). De wetenschappelijke naam van de soort is voor het eerst geldig gepubliceerd in 1893 door Frederick DuCane Godman & Osbert Salvin.